# Edith Ceccarelli

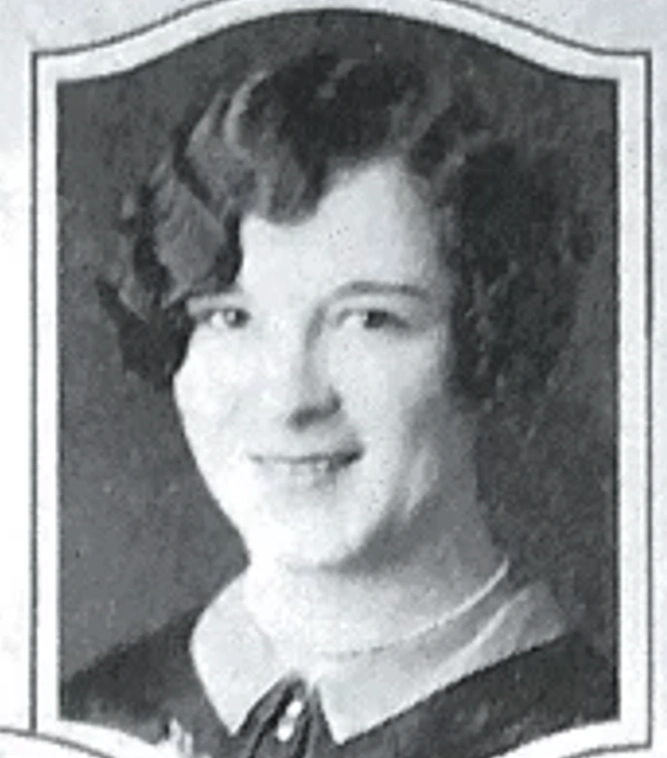
Edith Ceccarelli (1927)

Edith „Edie“ Rose Ceccarelli (* 5. Februar 1908 in Willits, Kalifornien als Edith Rose Recagno; † 22. Februar 2024 ebenda) war eine US-amerikanische Supercentenarian und Altersrekordlerin. Nach dem Tod von Bessie Hendricks am 3. Januar 2023 war sie bis zu ihrem eigenen Tod die älteste lebende Person in Amerika. Sie war zudem zum Zeitpunkt ihres Todes weltweit die zweitälteste lebende Person.

## Leben
Edith Rose Ceccarelli wurde am 5. Februar 1908 als Edith Rose Recagno in Willits im US-Bundesstaat Kalifornien geboren. Sie war das erste von sieben Kindern ihrer Eltern Agostino Recagno (1874–1965) und Maria Petronavi (1881–1973), welche beide italienische Emigranten waren. Ceccarellis Vater eröffnete 1916 ein kleines Lebensmittelgeschäft. In ihrer Jugend verdiente sie mit ihren jüngeren Brüdern Geld, indem sie Kartoffeln im umliegenden Tal pflückte.
1927 schloss Ceccarelli die lokale High School in Willits ab. In ihrer Schulzeit spielte sie Basketball und lernte zudem, wie man ein Saxophon spielt. In den Sommerferien arbeitete sie in Hopland (Kalifornien). Am 17. November 1933 heiratete sie Elmer „Brick“ Keenan, den sie bereits in ihrer Schulzeit kannte. Ein Jahr nach der Heirat zogen die beiden nach Santa Rosa (Kalifornien), wo Elmer Keenan für die Presse arbeitete. Sie adoptierten eine Tochter. Nachdem Elmer Keenan nach 36 Jahren Arbeit in den Ruhestand gang, zogen beide zurück nach Willits. Sie lebten zusammen in einem Haus, welches von einem von Ceccarellis Brüdern errichtet wurde. 1984 starb Elmer Keenan im Alter von 74 Jahren. Zwei Jahre danach heiratete sie einen neuen Mann, Charles Ceccarelli, der allerdings bereits 1990 verstarb. Ceccarellis Adoptivtochter starb 2003 im Alter von 64 Jahren. Lange lebte Ceccarelli in ihrem eigenen Haus, bis sie im Alter von 107 Jahren in ein Altenheim zog.
Am 5. Februar 2018 wurde Ceccarelli mit ihrem 110. Geburtstag zur Supercentenarian. Am 16. März 2022 wurde ihr Alter von der Gerontology Research Group verifiziert. Am 2. Juli 2022 wurde sie mit dem Tod von Mila Mangold zur ältesten lebenden Person in Kalifornien. Mit dem Tod von Bessie Hendricks am 3. Januar 2023 wurde sie schließlich zur ältesten lebenden Person in den Vereinigten Staaten und in ganz Amerika. Am 17. Januar 2023 starb Lucile Randon, damit wurde Ceccarelli zur drittältesten lebenden Person weltweit. Am 12. Dezember 2023 starb Fusa Tatsumi, woraufhin Ceccarelli zur weltweit zweitältesten lebenden Person aufstieg. Am 22. Februar 2024 starb Ceccarelli in ihrer Geburtsstadt Willits im Alter von 116 Jahren und 17 Tagen. Nach ihrem Tod wurde Elizabeth Francis zur ältesten lebenden Person in den Vereinigten Staaten.
Ihr hohes Alter führte Ceccarelli darauf zurück, dass sie nie rauchte, in Maßen Alkohol trank, Streitereien aus dem Weg ging, ehrlich gewesen sei, hart arbeitete und auch die kleinen Dinge des Lebens wertschätzte.